# Javier Arce Alvarado
Javier Fernando Arce Alvarado, né dans le district de Mariano Melgar (province d'Arequipa) le 31 juillet 1970, est un homme politique péruvien. Il est ministre du Développement agraire et de l'Irrigation entre le 22 mai 2022 et 5 juin 2022.

## Biographie
Javier Arce Alvarado est né à Arequipa , dans le district de Mariano Melgar, le 31 juillet 1970. Fils de Moisés Arce García et Doris Alvarado Solís.
Il a terminé ses études primaires au centre éducatif Mariano Melgar, dans le district d'Arequipa et a terminé ses études secondaires dans le district de Sayán, province de Huaura.
Il a étudié l'administration des affaires à l'Institut technologique de Santiago de Surco. Il a une spécialisation en gestion publique, gestion portuaire et plusieurs diplômes.
Il a été gestionnaire du programme éducatif "Bourse 18" dans la modalité des Forces armées, de 2015 à 2016. Il a également été gestionnaire de projets et de développement économique de la Chambre de commerce de Callao dans les années 2015 à 2017.
Il a commenté une émission de télévision en 2020.

## Parcours politique

### Parlementaire andin
Lors des élections législatives de 2021, il est élu membre du Parlement andin avec Pérou libre, meilleur élu avec 320 000 voix. Le 28 juillet 2021, il est élu vice-président du Parlement andin.
Au sein de son travail parlementaire, il est membre de la Commission l'Éducation, de la culture, des sciences, des technologies de l'information et de la communication et également membre de la commission spéciale des nations, peuples, nationalités et communautés autochtones autochtones.

### Ministre du Développement agraire et de l'Irrigation
Le 22 mai 2022, il est nommé ministre du Développement agraire et de l'Irrigation dans le quatrième gouvernement de Pedro Castillo.
Le 5 juin 2022, après deux semaines en tant que ministre, Javier Arce annonce sa démission en raison de l'absence de la mention dans sa déclaration de serment de sa peine de prison pour le crime présumé d'usurpation de fonctions et d'autres enquêtes en cours. Le président Pedro Castillo l'accepte le même jour.